# Хаса (Узбекистан)
Хаса (узб. Xosa / Хоса) — посёлок городского типа, расположенный на территории Ромитанского района Бухарской области Республики Узбекистан.

Статус посёлка городского типа с 2009 года.